# پیر-ژیل دو ژن
پیر-ژیل دوژن (فرانسوی: Pierre-Gilles de Gennes‎; متولد ۲۴ اکتبر ۱۹۳۲ – درگذشته در ۱۸ مه ۲۰۰۷) فیزیک‌دان اهل فرانسه بود که در سال ۱۹۹۱ جایزه فیزیک نوبل را دریافت کرد.

## زندگی
او در پاریس، فرانسه به دنیا آمد و تا ۱۲ سالگی در خانه تحصیل می‌کرد. بعدها به تحصیل در دانشگاه اکول نرمال سوپریور در پاریس پرداخت. او پس از ترک اکول در سال ۱۹۵۵، به عنوان یک مهندس پژوهشگر به‌طور عمده مشغول به کار بر روی پراکندگی نوترون و مغناطیس شد. او در سال ۱۹۵۷ از دکترای خود دفاع کرد.
در سال ۱۹۵۹، او برای فوق دکتری به دانشگاه کالیفرنیا، برکلی رفت و پس از آن به مدت ۲۷ ماه را برای خدمت سربازی در نیروی دریایی فرانسه به سر برد. در سال ۱۹۶۱، او به عنوان استادیار در ارسای برگزیده شد. در سال ۱۹۶۸، او به مطالعه بر روی کریستال مایع روشن پرداخت.

## شغل
در سال ۱۹۷۱، وی با عنوان استاد در کلژ دو فرانس مشغول به کار شد. از سال ۱۹۸۰، او علاقه‌مند شد به مسائلی مانند پویایی خیس کردن و چسبندگی. جوایزی از قبیل هاروی، ولف و مدال لورنتس در سال‌های ۱۹۸۸ و ۱۹۹۰ به وی اعطا شد. در سال ۱۹۹۱، وی جایزه نوبل فیزیک را دریافت نمود. در سال‌های اخیر وی به مطالعه بر روی مغز و حافظه پرداخته بود.